# Athens (Illinois)
Athens város az USA Illinois államában, Menard megyében. Lakosainak száma 1977 fő (2020. április 1.).

## Népesség
A település népességének változása:

| 2010 | 1 988 |
| 2020 | 1 977 |